# 23Y busz (Pécs)
A pécsi 23Y jelzésű autóbusz  a Kertvárost és Nagydeindolt köti össze egymással és a belvárossal. Nagydeindol a Mecsek oldalában helyezkedik el, onnan a szűk utcák miatt igen nehézkes a lejutás a városba, csuklós buszok nem is tudnak oda feljutni és megfordulni a szűk utcák és a forduló sajátosságai miatt, de a vonalon Volvo 7700-as típusú autóbuszok közlekednek, amelyek a hegyi utakra is alkalmasak, és a nagydeindoli Y alakú fordulóban is elférnek. 

## Útvonala
| Deindol → Nagydeindol → Uránváros → Árkád → Kertváros | Kertváros → Árkád → Uránváros → Deindol |
| --- | --- |
| Deindol – Fábián Béla utca – Nagydeindoli utca – Nagydeindol, forduló – Nagydeindoli utca – Fábián Béla utca – Magyarürögi út – Páfrány utca – Ürögi fasor – Makay István út – Esztergár Lajos utca – Ybl Miklós utca – Nendtvich Andor út – Athinay utca – József Attila utca – Szabadság utca – Rákóczi út – Alsómalom utca – Alsómalom utca – Árpád híd – Siklósi út – Árnyas út – Táncsics Mihály utca – Málomi út – Aidinger János út – Sztárai Mihály út – Kertváros | Kertváros – Sztárai Mihály út – Aidinger János út – Málomi út – Táncsics Mihály utca – Árnyas út – Siklósi út – Árpád híd – Alsómalom utca – Alsómalom utca – Rákóczi út – Szabadság utca – József Attila utca – Athinay utca – Nendtvich Andor út – Ybl Miklós utca – Esztergár Lajos utca – Makay István út – Ürögi fasor – Páfrány utca – Magyarürögi út – Fábián Béla utca – Deindol |

## Megállóhelyei
| 23Y (Deindol → Nagydeindol – Uránváros – Árkád – Kertváros (– Fagyöngy utca))     |                                     |          | |               |
| Perc (↓)                                                                          | Megállóhely                         | Perc (↑) | Megállóhelyet érintő járatok | Létesítmények |
| 0                                                                                 | Deindol végállomás                  | 43       | 23, 23Y, 107E |               |
| 1                                                                                 | Istenkút                            | ∫        | 22, 23, 23Y, 107E |               |
| 2                                                                                 | Márialak                            | ∫        | 22, 23Y, 107E |               |
| 4                                                                                 | Nagydeindol                         | ∫        | 22, 23Y, 107E |               |
| 5                                                                                 | Márialak                            | ∫        | 22, 23Y, 107E |               |
| 6                                                                                 | Istenkút                            | 42       | 22, 23, 23Y, 107E |               |
| 7                                                                                 | Ürög felső                          | 41       | 22, 23, 23Y, 24, 107E · Helyközi autóbuszok |               |
| 8                                                                                 | Kereszt                             | 40       | 23, 23Y, 107E |               |
| 9                                                                                 | Hűvösvölgy                          | 39       | 23, 23Y, 107E |               |
| 10                                                                                | Ürög alsó                           | 38       | 22, 23, 23Y, 24, 107E · Helyközi autóbuszok |               |
| 11                                                                                | Híd                                 | 37       | 22, 23, 23Y, 24, 107E |               |
| 12                                                                                | Pázmány Péter utca                  | 36       | 22, 23, 23Y, 24, 107E |               |
| 14                                                                                | Uránváros                           | 35       | 1, 2, 2A, 2E, 4, 4Y, 21, 21A, 22, 23, 23Y, 24, 25, 25A, 26, 26A, 27, 27Y, 28, 28A, 28Y, 29, 102, 102Y, 104, 104A, 104E, 104Y, 107E, 121 · Helyközi autóbuszok                                                                                   |               |
| 16                                                                                | Olympia Üzletház                    | 33       | 1, 2, 2A, 2E, 4, 4Y, 21, 21A, 22, 23, 23Y, 24, 102, 102Y, 104, 104A, 104E, 104Y, 121 |               |
| 18                                                                                | Mecsek Áruház                       | 32       | 1, 2, 2A, 2E, 4, 4Y, 21, 21A, 22, 23, 23Y, 24, 102, 102Y, 104, 104A, 104E, 104Y, 121 · Helyközi autóbuszok |               |
| 20                                                                                | Nendtvich Andor út, Ybl Miklós utca | 30       | 22, 23, 23Y, 24 |               |
| 22                                                                                | Tüzér utca, Nendtvich Andor út      | 28       | 22, 23, 23Y, 24, 107E |               |
| 24                                                                                | Megyeri tér                         | 26       | 21, 21A, 22, 23, 23Y, 24, 121 |               |
| 26                                                                                | Szabadság utca                      | 24       | 21, 21A, 22, 23, 23Y, 24, 121 |               |
| 27                                                                                | Zsolnay-szobor                      | 23       | 2, 2A, 2E, 3, 3E, 6, 6E, 7, 7Y, 8, 13Y, 14, 14Y, 22, 23, 23Y, 24, 25, 26, 26A, 27, 27Y, 28, 28A, 28Y, 29, 30, 31, 32, 32Y, 34, 34Y, 35, 35Y, 36, 37, 38, 38Y, 39, 40, 44, 46, 47, 73, 73Y, 102, 102Y, 103, 107E, 109E, 130, 140                 |               |
| 29                                                                                | Árkád                               | 21       | 2, 2A, 2E, 3, 3E, 4, 4Y, 6, 6E, 7, 7Y, 8, 13, 13E, 13Y, 14, 14Y, 15, 15A, 22, 23, 23Y, 24, 25, 26, 26A, 27, 27Y, 28, 28A, 28Y, 29, 30, 33, 38, 38Y, 39, 40, 60, 60Y, 73, 73Y, 102, 102Y, 103, 104, 104A, 104E, 104Y, 107E, 109E, 130, 130A, 140 |               |
| 31                                                                                | Rákóczi út                          | ∫        | 20, 21, 21A, 22, 23, 23Y, 24, 25, 26, 27, 27Y, 28, 28Y, 29, 33, 38, 38Y, 39, 40, 44, 60, 60A, 60Y, 121, 140 |               |
| 33                                                                                | Autóbusz-állomás                    | 17       | 3, 3E, 6, 6E, 7, 7Y, 8, 20, 21, 21A, 22, 23, 23Y, 24, 41, 41E, 41Y, 42, 42Y, 43, 60, 60A, 60Y, 73, 73Y, 103, 107E, 109E, 121, 130, 130A · Helyközi és távolsági autóbuszok                                                                      |               |
| 34                                                                                | Bőrgyár                             | 16       | 3, 6, 7, 7Y, 8, 22, 23, 23Y, 24, 33, 41, 41Y, 42, 42Y, 43, 60, 60A, 60Y, 73, 73Y, 103, 130, 130A · Helyközi autóbuszok |               |
| 35                                                                                | Béke utca                           | 14       | 6, 7, 7Y, 8, 22, 23, 23Y, 24, 41, 41Y, 42, 42Y, 43, 73, 73Y |               |
| 36                                                                                | Temető északi kapu                  | 13       | 6, 7, 7Y, 8, 22, 23, 23Y, 24, 33, 41, 42Y, 43, 73, 73Y, 142 · Helyközi autóbuszok |               |
| 38                                                                                | Árnyas út                           | 11       | 3, 3E, 22, 23, 23Y, 24, 33, 60, 60A, 60Y, 103 |               |
| 40                                                                                | Enyezd utca                         | 10       | 22, 23, 23Y, 24, 33, 60, 60A, 60Y |               |
| 42                                                                                | Aidinger János út                   | 8        | 1, 7, 7Y, 22, 23, 23Y, 24, 55, 60, 60A, 60Y, 73, 73Y, 107E, 109E, 142 |               |
| 43                                                                                | Sztárai Mihály út                   | 7        | 1, 7, 7Y, 22, 23, 23Y, 24, 55, 60, 60A, 60Y, 73, 73Y, 107E, 109E, 142 |               |
| Egyes járatoknak a Kertváros a végállomása, a Fagyöngy utca felé nem közlekednek. |                                     |          | |               |
| *                                                                                 | Kertváros végállomás                | *        | 3, 3E, 6, 6E, 22, 23, 23Y, 24, 55, 61, 62, 103, 121, 130, 130A · Helyközi autóbuszok |               |
| 44                                                                                | Csontváry utca                      | 5        | 1, 3, 3E, 6, 6E, 7, 7Y, 22, 23, 23Y, 24, 55, 60, 60A, 60Y, 61, 62, 73, 73Y, 103, 107E, 109E, 121, 130, 130A, 142 |               |
| 46                                                                                | Tildy Zoltán utca                   | 4        | 1, 8, 22, 23, 23Y, 24, 33, 62, 73, 73Y, 109E, 142 |               |
| 47                                                                                | Gadó utca                           | 3        | 1, 8, 22, 23, 23Y, 24, 33, 62, 73, 73Y, 109E, 142 |               |
| 48                                                                                | Málom-hegyi út                      | 2        | 1, 8, 22, 23, 23Y, 24, 33, 62, 73, 73Y, 109E, 142 |               |
| 49                                                                                | Csipke utca                         | 1        | 1, 8, 22, 23, 23Y, 24, 33, 62, 73, 73Y, 109E, 142 |               |
| 50                                                                                | Fagyöngy utca végállomás            | 0        | 1, 8, 22, 23, 23Y, 24, 33, 51, 52, 62, 73, 73Y, 109E, 142 |               |